# 富士見町田島
富士見町田島（ふじみまちたじま）は、群馬県前橋市の地名。旧富士見村時代は、住所で勢多郡富士見村大字田島の地域である。また、前橋市合併後は粕川町と同じように村名の富士見村が富士見町となり、そのあと大字名がつくため前橋市富士見町○○となる。面積は1.2km2(2013年現在)。郵便番号は371-0114。

## 地理
赤城山南西の裾野部に位置していて、細ヶ沢川が地域の西端を北から南に流れている。

## 歴史
江戸時代頃からある地名で、寛永12年から前橋藩領だった。
古くから行政上の中心地で、1889年に原之郷から村役場が移転してきて以来、富士見村役場は当町にあり、現在も前橋市役所富士見支所が同町にある。

### 年表
- 1889年 市町村制が施行され、田島村は近隣13村と合併し南勢多郡富士見村ができる。そのため群馬県南勢多郡富士見村大字田島となる。
- 1889年 富士見村役場が原之郷の仮事務所から当町に移転してくる。
- 1896年 郡統合（東群馬郡と南勢多郡の統合）により勢多郡に所属し勢多郡富士見村大字田島となる。
- 2009年 富士見村が前橋市へ編入合併したため、群馬県前橋市富士見町田島となる。
- 2017年5月12日 当町の全域が区域となっている、前橋・赤城地域がチッタスロー国際連盟に加盟する[6]。

## 世帯数と人口
2017年（平成29年）8月31日現在の世帯数と人口は以下の通りである。
| 町丁         | 世帯数  | 人口  |
| ------------ | ------- | ----- |
| 富士見町田島 | 368世帯 | 933人 |

## 小・中学校の学区
市立小・中学校に通う場合、学区は以下の通りとなる。
| 番地 | 小学校             | 中学校               |
| ---- | ------------------ | -------------------- |
| 一部 | 前橋市立原小学校   | 前橋市立富士見中学校 |
| 一部 | 前橋市立石井小学校 | 前橋市立富士見中学校 |

## 交通

### 鉄道
町内に鉄道駅はない。

### バス
関越交通が運行を行っているデマンドバス方式のるんるんバスがある。
日本中央バスが富士見温泉線の石井経由、山口経由の便で、町内の富士見公民館に路線バスのバス停がある。

### 道路
県道の群馬県道34号渋川大胡線と群馬県道151号津久田停車場前橋線が通過。

## 施設

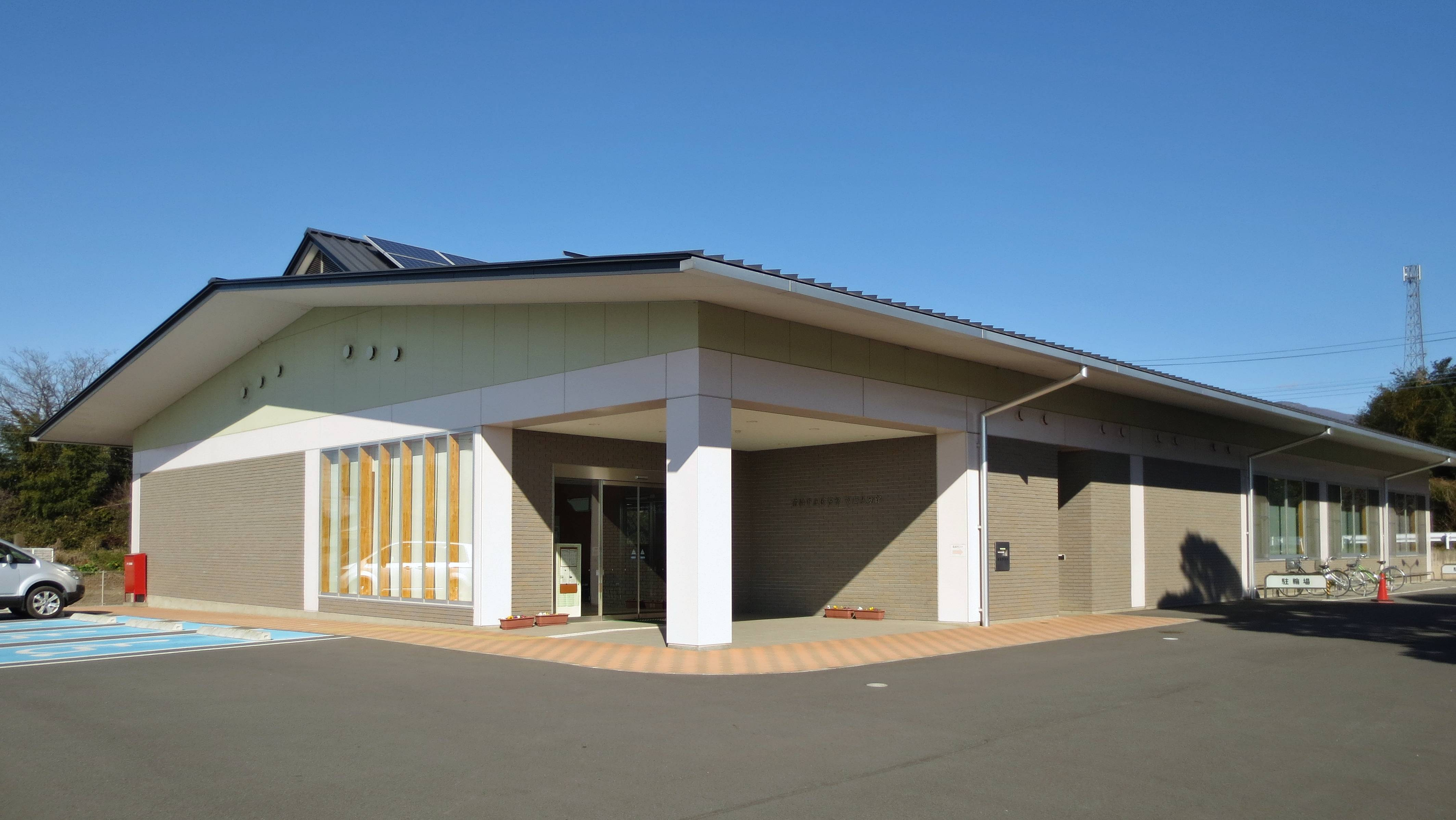
前橋市立図書館富士見分館

- 前橋市立富士見中学校
- 富士見公民館
- 赤城神社
- 前橋市役所富士見支所
- 前橋市立図書館富士見分館

## 避難所
自主避難所が1か所、一次避難所が1か所、二次避難所が2か所ある。また、二次避難所は近隣の町も避難対象区域となっている。

### 自主避難所
- 前橋市役所富士見支所

### 指定緊急避難場所 (一次避難所)
- 富士見公民館

### 指定避難所 (二次避難所)
- 前橋市立富士見中学校
- 前橋市富士見公民館[10]